# Philipp Wiesinger
 (août 2025).
Philipp Wiesinger, né le 23 mai 1994 à Salzbourg en Autriche, est un footballeur international autrichien évoluant au poste de défenseur central au LASK.

## Biographie

### Débuts professionnels
Né à Salzbourg en Autriche, Philipp Wiesinger est formé par l'un des clubs de sa ville natale, le Red Bull Salzbourg. Il commence toutefois sa carrière au FC Liefering, alors appelé USK Anif.
Wiesinger joue son premier match en deuxième division autrichienne le 20 septembre 2013, contre le SV Mattersburg. Il est titularisé au poste d'arrière droit et son équipe s'incline par deux buts à zéro.

### LASK Linz

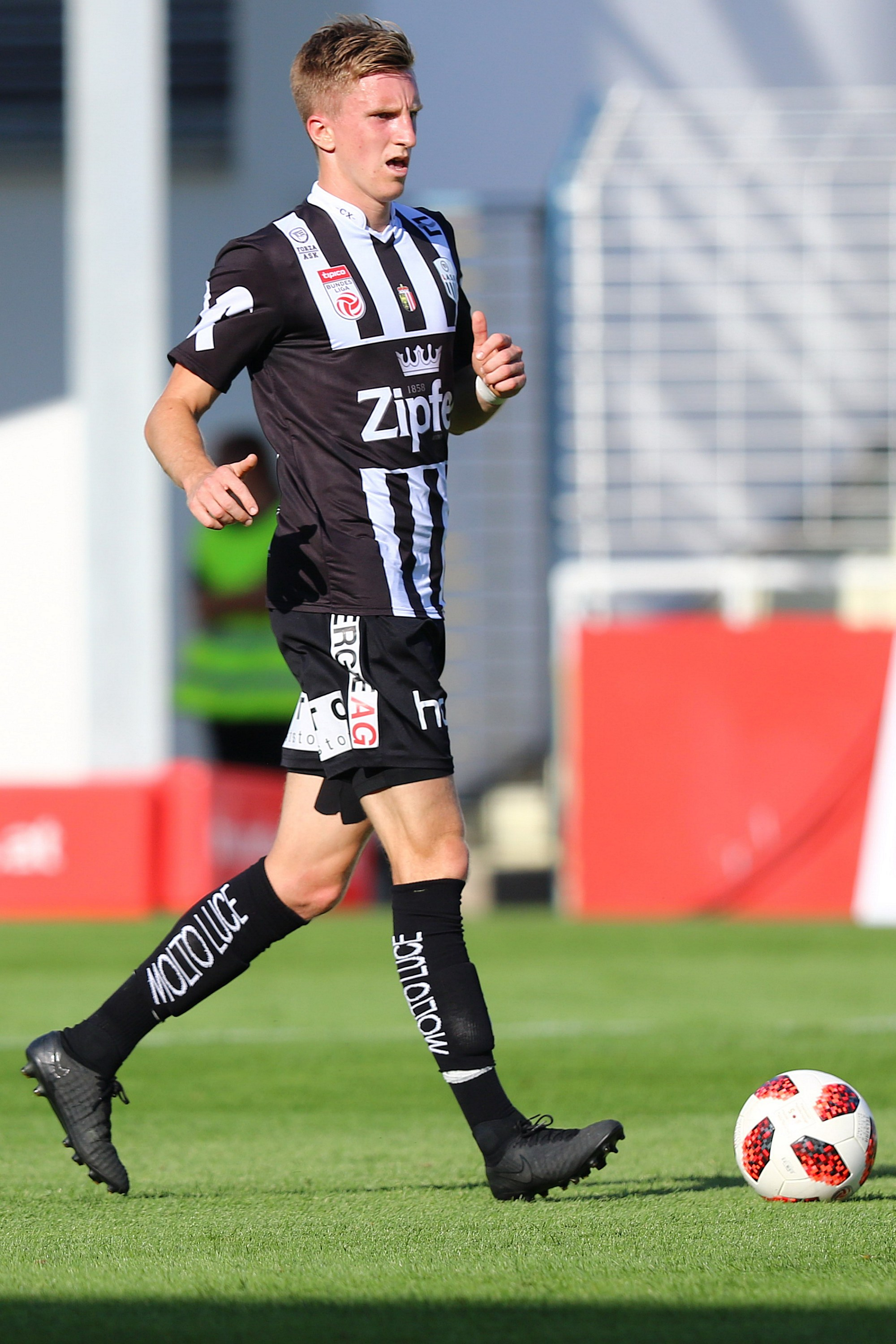
Philipp Wiesinger avec le LASK contre l'Admira Wacker le 12 août 2018.

Philipp Wiesinger rejoint le LASK Linz en janvier 2016. Il arrive blessé au club et est indisponible pendant de longs mois. Il fait sa première apparition sous ses nouvelles couleurs le 18 octobre 2016, lors d'un match de championnat face au SC Wiener Neustadt (2-2).
En novembre 2018, Wiesinger prolonge son contrat avec le LASK jusqu'en juin 2022.
Lors de la saison 2019-2020, il participe à la phase finale de la Ligue Europa. Après s’être extirpé de la phase de groupe, son équipe l'emporte en seizièmes de finale face à l'AZ Alkmaar.
Buteur lors de la victoire de son équipe le 3 mars 2021, en demi-finale de la coupe d'Autriche face au Wolfsberger AC (0-1 score final), Wiesinger se blesse à la cheville le 28 avril lors d'un match de championnat face au SK Sturm Graz (0-0), ce qui le contraint à déclarer forfait pour la finale le 1er mai 2021 contre le Red Bull Salzbourg. Sans lui son équipe s'incline par trois buts à zéro.
Philipp Wiesinger entame la saison 2021-2022 en marquant un but dès la première journée, contre le SC Rheindorf Altach, le 24 juillet 2021. Unique buteur sur une frappe lointaine, il donne ainsi la victoire à son équipe,. Alors qu'aucune officialisation n'a été faite concernant une prolongation de contrat de Wiesinger depuis novembre 2018, le directeur sportif du club, Radovan Vujanović (en), affirme que Wiesinger est sous contrat jusqu'en juin 2024 désormais, une prolongation ayant été faite depuis. Le 17 mars 2022, Wiesinger se fait remarquer lors des huitièmes de finales retour de la Ligue Europa Conférence 2021-2022 face au SK Slavia Prague en marquant deux buts. Il permet à son équipe de s'imposer par quatre buts à trois mais son équipe est éliminée sur l'ensemble des deux matchs. Touché à la cheville en avril 2022, sa blessure nécessite une opération et sa saison est dès lors terminée.

### En équipe nationale
Le 28 mars 2015, Philipp Wiesinger joue son premier et unique match avec l'équipe d'Autriche espoirs, face au Qatar. Son équipe s'impose sur le score de quatre buts à zéro. 
En novembre 2020, Philipp Wiesinger est convoqué pour la première fois par le sélectionneur de l'équipe nationale d'Autriche, Franco Foda. Il honore sa première sélection en étant titularisé contre le Luxembourg au poste d'arrière gauche dans une défense à cinq. Il se fait remarquer en inscrivant également son premier but en sélection, participant à la victoire des siens (0-3).

## Palmarès
LASK Linz
- Champion d'Autriche D2 (1) :
  - Champion : 2016-17.